# 178

## Nașteri
- dată necunoscută: Balbinus  (d. 238)